# Зелена Роща (Ульяновська область)
Зелена Роща (рос. Зелёная Роща) — село в Ульяновському районі Ульяновської області Російської Федерації.
Населення становить 2273 особи. Входить до складу муніципального утворення Зеленорощинське сільське поселення.

## Історія
Від 2004 року входить до складу муніципального утворення Зеленорощинське сільське поселення.

## Населення
| 2010 |
| ---- |
| 2273 |